# Surboum « Christiné »
 (janvier 2018).
Albums de Maurice Chevalier
Lerner & Loewe & Chevalier
(1962) Maurice Chevalier
(1962)
Surboum « Christiné » est le premier 33 tours français de Maurice Chevalier depuis À l'Alhambra avec Michel Legrand et son grand orchestre sorti en 1956. Il s'agit d'un album composé exclusivement de chansons écrites et/ou composées par Henri Christiné, auteur-compositeur du début du XXe siècle.

## Liste des titres
| No  | Titre                        | Auteur                                                                      | Durée |
| --- | ---------------------------- | --------------------------------------------------------------------------- | ----- |
| 1.  | L'amour                      | Henri Christiné                                                             | 2:21  |
| 2.  | La petite dame du métro      | Henri Christiné, Alexandre Trébitsch, Herman Darewsky                       | 1:44  |
| 3.  | Je connais une blonde        | Henri Christiné, Alfredo Nilson-Fysher, E. Ray Goetz, Alfred Baldwin Sloane | 1:55  |
| 4.  | La petite Tonkinoise         | Henri Christiné, Georges Villard, Vincent Scotto                            | 2:43  |
| 5.  | Elle porte un nom charmant   | Henri Christiné, Albert Willemetz                                           | 2:23  |
| 6.  | La Baya                      | Henri Christiné, Marcel Heurtebise                                          | 2:20  |
| 7.  | Le long du Missouri          | Henri Christiné                                                             | 4:06  |
| 8.  | Chanson des petits païens    | Henri Christiné, Fabien Sollar                                              | 2:25  |
| 9.  | Elle n'est pas si mal que ça | Henri Christiné, Albert Willemetz                                           | 2:44  |
| 10. | Ah! voui                     | Henri Christiné, Paul Marinier                                              | 3:03  |
| 11. | À la Martinique              | Henri Christiné, G. M. Cohan                                                | 2:31  |
| 12. | Je sais que vous êtes jolie  | Henri Christiné, Henri Poupon                                               | 2:39  |